# Зелена џамија (Балх)
Зелена џамија (Масџид Сабз) налази се у авганистанском граду Балху, који је у антици био велики град, познат под именом Бактра. У то доба био је један од највећих градова, заједно са Персеполисом, Самаркандом и другима. 